# StarCraft (seria)
StarCraft – seria komputerowych strategicznych gier czasu rzeczywistego, komiksów, książek i opowiadań wydanych przez firmę Blizzard Entertainment.

## Gry komputerowe
| Gra                              | GameRankings                                    | Metacritic               |
| -------------------------------- | ----------------------------------------------- | ------------------------ |
| StarCraft                        | 93,00% (PC, 14 recenzji) 100% (Mac, 1 recenzja) | 88% (15 recenzji)        |
| StarCraft 64                     | 77,12% (13 recenzji)                            | 80% (17 recenzji)        |
| StarCraft: Insurrection          | 48% (1 recenzja)                                | —                        |
| StarCraft: Retribution           | —                                               | —                        |
| StarCraft: Brood War             | 95% (PC, 4 recenzje) 80% (Mac, 1 recenzja)      | —                        |
| StarCraft II: Wings of Liberty   | 92,44% (55 recenzji)                            | 93% (82 recenzje)        |
| StarCraft II: Heart of the Swarm | 86,39% (PC, 40 recenzji) 100% (Mac, 1 recenzja) | 86% (68 recenzji)        |
| StarCraft II: Legacy of the Void | 87,49% (34 recenzje)                            | 86% (68 recenzji)        |
| StarCraft II: Nova Covert Ops    | 72,78% (1 cz., 9 recenzji)                      | 73% (1 cz., 14 recenzji) |
| StarCraft: Remastered            | 88% (9 recenzji)                                | 85% (30 recenzji)        |

- StarCraft – 31 marca 1998[21]
  - StarCraft: Insurrection – 31 lipca 1998 (Aztech New Media)[22][23]
  - StarCraft: Brood War – 30 listopada 1998[24][23]
    - StarCraft: Retribution – później w roku 1998 (WizardWorks Software)[23]

  - StarCraft 64 – 13/16 czerwca 2000 (Mass Media)[25]
- StarCraft II: Wings of Liberty – 27 lipca 2010[26]
  - StarCraft II: Heart of the Swarm – 12 marca 2013[27]
  - StarCraft II: Legacy of the Void – 10 listopada 2015[28]
    - StarCraft II: Nova Covert Ops – 30 marca 2016 (1 cz.)[29], 2 sierpnia 2016 (2 cz.)[30], 22 listopada 2016 (3 cz.)[31]
- StarCraft: Remastered – 14 sierpnia 2017[32]
- StarCraft: Ghost (anulowany)[33]

## Inne gry
- Alternity: StarCraft Edition / StarCraft Adventures – 1 marca 2000 (Wizards of the Coast)[34][35]
- StarCraft: The Board Game – listopad 2007 (Fantasy Flight Games)[36]
  - StarCraft: The Board Game: Brood War – 17 grudnia 2008 (Fantasy Flight Games)[37][38]
  - StarCraft: The Board Game: Typhon Expansion Promotion – 2008 (Fantasy Flight Games)[39]
- RISK: StarCraft Collector's Edition – 10 października 2012 (USAopoly)[40][41]

## Ścieżki dźwiękowe
- StarCraft: Game Music Vol. 1 – styczeń 2000[42]
- StarCraft Soundtrack – 10 sierpnia 2007 (Derek Duke, Glenn Stafford, Jason Hayes, Russell Brower)[43]
- StarCraft II: Wings of Liberty Soundtrack – 27 lipca 2010 (Derek Duke, Glenn Stafford, Neal Acree, Russell Brower)[44][45]
- Revolution Overdrive: Songs of Liberty – 26 października 2010 (Matt Samia)[46]
- StarCraft II: Heart of the Swarm Soundtrack – 11 marca 2013 (Derek Duke, Glenn Stafford, Neal Acree, Russell Brower)[47]
- StarCraft II: Heart of the Swarm Soundtrack Volume II – 8 listopada 2013 (Derek Duke, Glenn Stafford, Neal Acree, Russell Brower)[48]
- StarCraft II: Legacy of the Void Soundtrack – 10 listopada 2016 (Jason Hayes, Mike Patti, Neal Acree, Glenn Stafford)[49]

## Inne wydawnictwa
- StarCraft Battle Chest – 24 października 1999[50]
- StarCraft Cinematics DVD – pierwszy kwartał 2001[51]
- The Cinematic Art of StarCraft – 15 października 2018 (Robert Brooks)[52]

## Książki i komiksy

### SerieStarCraftiStarCraft II
- The StarCraft Archive – 13 listopada 2007 (Jeff Grubb, Gabriel Mesta, Tracy Hickman)[53]
  - StarCraft: Uprising – 18 grudnia 2000 (Micky Neilson)[54][55]
  - StarCraft: Liberty's Crusade – 27 lutego 2001 (Jeff Grubb)[56]
  - StarCraft: Shadow of the Xel'Naga – lipiec 2001 (Gabriel Mesta)[57]
  - StarCraft: Speed of Darkness – 21 maja 2002 (Tracy Hickman)[58]
- StarCraft: Queen of Blades – 23 maja 2006 (Aaron Rosenberg)[59]
- StarCraft: Heir of Adun (anulowane)[60]
- StarCraft: The Dark Templar Saga (Christie Golden)[61]
  - StarCraft: The Dark Templar Saga: Firstborn – 22 maja 2007[62]
  - StarCraft: The Dark Templar Saga: Shadow Hunters – 27 listopada 2007[63]
  - StarCraft: The Dark Templar Saga: Twilight – 30 czerwca 2009[64]
- StarCraft: I, Mengsk – 30 grudnia 2008 (Graham McNeill)[65]
- StarCraft II: Heaven's Devils – 6 kwietnia 2010 (William Corey Dietz)[66]
- StarCraft II: Devils' Due – 12 kwietnia 2011 (Christie Golden)[67]
- StarCraft II: Flashpoint – 6 listopada 2012 (Christie Golden)[68]
- StarCraft II: War Stories: Das Projekt Blackstone – 19 listopada 2013 (Matt Forbeck, Alex Irvine)[69]
- StarCraft II: War Stories – 21 lipca 2014 (Simon & Schuster)[70]
- StarCraft: Evolution – 15 listopada 2016 (Timothy Zahn)[71]

### SeriaStarCraft: Ghost
- StarCraft: Ghost: Nova – 28 listopada 2006 (Keith Robert Andreassi DeCandido)[72]
- StarCraft: Ghost: Spectres – 27 września 2011 (Nate Kenyon)[73]
- StarCraft: Ghost Academy[74]
  - StarCraft: Ghost Academy: Volume 1 – 1 stycznia 2010 (Keith Robert Andreassi DeCandido i David Gerrold)[75]
  - StarCraft: Ghost Academy: Volume 2 – 20 sierpnia 2010 (David Gerrold)[76]
  - StarCraft: Ghost Academy: Volume 3 – 8 marca 2011 (David Gerrold)[77]

### SeriaStarCraft: Frontline
- StarCraft: Frontline[78]
  - StarCraft: Frontline: Volume 1 – 1 sierpnia 2008 (Keith Robert Andreassi DeCandido)[79]
  - StarCraft: Frontline: Volume 2 – 1 stycznia 2009 (Josh Elder, Kieron Gillen, Grace Randolph, Simon Furman)[80]
  - StarCraft: Frontline: Volume 3 – lipiec 2009 (Grace Randolph, Joshua Elder, Paul Benjamin, Dave Shramek, Ren Zatopek)[81]
  - StarCraft: Frontline: Volume 4 – 1 października 2009 (David Gerrold, Josh Elder, Chris Metzen, Paul Benjamin, Dave Shramek)[82]

### KomiksStarCraft
- StarCraft: Issue 0 – 27 lipca 2010 (Simon Furman)[83][84]
- StarCraft: Book 1 – 7 kwietnia 2010 (Simon Furman)[85][86]
  - StarCraft: Issue 1 – 27 maja 2009 (razem z Keith Giffen)
  - StarCraft: Issue 2 – 24 czerwca 2009
  - StarCraft: Issue 3 – 19 sierpnia 2009
  - StarCraft: Issue 4 – 16 września 2009
  - StarCraft: Issue 5 – 28 października 2009
  - StarCraft: Issue 6 – 25 listopada 2009
  - StarCraft: Issue 7 – 20 stycznia 2010
- StarCraft OGN – 2012 (Simon Furman)[87]
- StarCraft: Issue 8 (anulowane)[88]
- StarCraft: Issue 9 (anulowane)[89]

### SeriaStarCraft II: Shadow Wars
- StarCraft II: Shadow Wars[90]
  - StarCraft II: Shadow Wars: Part 1 – 19 lipca 2017 (Valerie Watrous)[91]
  - StarCraft II: Shadow Wars: Part 2 – 16 sierpnia 2017 (Valerie Watrous)[92]
  - StarCraft II: Shadow Wars: Part 3 – 13 września 2017 (Valerie Watrous)[93]
  - StarCraft II: Shadow Wars: Part 4 – 9 grudnia 2017 (Valerie Watrous)[94]
  - StarCraft II: Shadow Wars: Part 5 – 5 stycznia 2017 (Andrew Robinson)[95]
  - StarCraft II: Shadow Wars: Part 6 – 2 lutego 2017 (Valerie Watrous)[96]
  - StarCraft II: Shadow Wars: Part 7 – 9 sierpnia 2017 (Valerie Watrous)[97]
  - StarCraft II: Shadow Wars: Part 8 – 6 września 2018 (Valerie Watrous)[98]
  - StarCraft II: Shadow Wars: Part 9 – 4 października 2018 (Valerie Watrous)[99]
  - StarCraft II: Shadow Wars: Part 10 – 20 grudnia 2018 (Valerie Watrous)[100]
  - StarCraft II: Shadow Wars: Part 11 – 17 stycznia 2019 (Matt Burns)[101]
  - StarCraft II: Shadow Wars: Part 12 – 14 lutego 2019 (Matt Burns)[102]

### Komiksy wydawane przezDark Horse Comics
- StarCraft Volume 1: Scavengers: Volume 1 – 12 lutego 2019 (Jody Houser)[103]
  - StarCraft: Scavengers: Issue 1 – 25 lipca 2018[104]
  - StarCraft: Scavengers: Issue 2 – 29 sierpnia 2018[105]
  - StarCraft: Scavengers: Issue 3 – 26 września 2018[106]
  - StarCraft: Scavengers: Issue 4 – 31 paźddziernika 2018[107]
- StarCraft Volume 2: Soldiers – 20 sierpnia 2019 (Jody Houser, Andrew R. Robinson)[108]
  - StarCraft: Soldiers: Issue 1 – 23 stycznia 2019[109]
  - StarCraft: Soldiers: Issue 2 – 20 lutego 2019[110]
  - StarCraft: Soldiers: Issue 3 – 20 marca 2019[111]
  - StarCraft: Soldiers: Issue 4 – 24 kwietnia 2019[112]
- StarCraft Volume 3: Survivors – 10 marca 2020 (Jody Houser)[113]
  - StarCraft: Survivors: Issue 1 – 24 czerwca 2019[114]
  - StarCraft: Survivors: Issue 2 – 21 sierpnia 2019[115]
  - StarCraft: Survivors: Issue 3 – 18 września 2019[116]
  - StarCraft: Survivors: Issue 4 – 23 października 2019[117]

### Komiksy internetowe
- Starcraft: Kerrigan - Hope and Vengeance[118]
  - Starcraft: Kerrigan - Hope and Vengeance Issue 0 – 6 marca 2013 (Cameron Dayton, Clem Robins)[119]
- Artanis: Sacrifice – 20 października 2015 (Matt Burns, James Waugh)[120]
- Nova: The Keep – 29 listopada 2016 (Micky Neilson)[121]

### Krótkie opowieści
- Amazing Stories
  - StarCraft: Revelations – 29 marca 1999 (Chris Metzen, Samuel Moore)[122]
  - StarCraft: Hybrid – około 2000 (Micky Neilson)[123]
- Opowieści ze strony Blizzarda
  - Wings of Liberty
    - Changeling – 18 listopada 2009 (James Waugh)[124]
    - Mothership – 15 stycznia 2010 (Brian T. Kindregan)[125]
    - Broken Wide – 5 marca 2010 (Cameron Dayton)[126]
    - Collateral Damage – 13 maja 2010 (Matt Burns)[127]
    - Stealing Thunder – 13 października 2010 (Micky Neilson)[128]
    - Colossus – 7 kwietnia 2011 (Valerie Watrous)[129]

  - Heart of the Swarm
    - In the Blood – 7 lutego 2013 (Matt Burns)[130]
    - A War On – 13 lutego 2013 (James Waugh)[131]
    - The Teacher – 20 lutego 2013 (Matthew Maxwell)[132]
    - Frenzy – 28 lutego 2013 (Kal-El Bogdanove)[133]
    - Cold Symmetry – 7 marca 2013 (Cameron Dayton)[134]
    - Icehouse – 14 marca 2013 (Michael O'Reilly i Robert Brooks)[135]
    - Just An Overlord – 21 marca 2013 (Gavin Jurgens-Fyhrie)[136]
    - Command Performance – 28 marca 2013 (Alex Irvine)[137]
    - The Education of PFC Shane – 4 kwietnia 2013 (Robert Brooks)[138]
    - Great One – 11 kwietnia 2013 (Alex Irvine)[139]
    - Acid Burns – 18 kwietnia 2013 (Antony Johnston)[140]
    - Lens of the Void – 25 kwietnia 2013 (Hugh Todd)[141]
    - In the Dark – 2 maja 2013 (David Gerrold)[142]
    - Carrier – 9 maja 2013 (Michael Kogge)[143]
    - Lost Vikings – 16 maja 2013 (Matt Forbeck)[144]
    - Momentum – 22 maja 2013 (Danny McAleese)[145]
    - The Fightin' SceeVees – 30 maja 2013 (Alex Irvine)[146]
    - The Exit – 9 lipca 2012 (wersja fanowska), 1 lipca 2014 (wersja opublikowana) (Danny McAleese)[147]

  - Legacy of the Void
    - Ascension – 1 października 2015 (Robert Brooks)[148]
    - Perdition's Crossing – 6 października 2015 (James Waugh)[149]
    - Children of the Void – 13 października 2015 (Matt Burns)[150]
    - Sector Six – 27 października 2015 (Micky Neilson)[151]
    - It Will End in Fire  – 3 listopada 2015 (Robert Brooks)[152]

  - Heaven's Devils: Lost Transmissions[153]
    - Heaven’s Devils: Lost Transmissions Part 1 - 7 grudnia 2010[154]
    - Heaven’s Devils: Lost Transmissions Part 2 - 23 grudnia 2010[155]
    - Heaven’s Devils: Lost Transmissions Part 3 - 28 grudnia 2010[156]
    - Heaven’s Devils: Lost Transmissions Part 4 - 25 stycznia 2011[157]
- Project Blackstone – 2013[158]

### Przewodniki po grach
- Przewodniki oficjalne 
  - StarCraft Campaign Editor: Prima's Official Strategy Guide – 6 stycznia 1999 (Steve Honeywell, Joe Grant Bell)[159]
  - StarCraft Expansion Set: Brood War: Prima's Official Strategy Guide – 6 stycznia 1999 (Bart Farkas)[160]
  - StarCraft 64: Prima's Official Strategy Guide – 8 czerwca 2000 (Mark Cohen)[161]
  - StarCraft: Prima's Official Strategy Guide – 1 stycznia 2002 (Bart Farkas)[162]
  - Starcraft II: Wings of Liberty: Strategy Guide – 27 lipca 2010 (Luke R. Harrison)[163]
  - StarCraft II: Wings of Liberty: Limited Edition Strategy Guide – 27 lipca 2010 (Brady Games)[164]
  - Starcraft II: Heart of the Swarm: Strategy Guide – 12 marca 2013 (Ben Lizzard)[165]
  - StarCraft II: Heart of the Swarm Collector's Edition Strategy Guide – 12 marca 2013 (Brady Games)[166]
  - StarCraft Field Manual – 3 listopada 2015 (Rick Barba)[167]
- Przewodniki pozostałe
  - StarCraft Multiplayer Strategies & Secrets – luty 1998 (Bryant Fong, Bob Colayco)[168]
  - StarCraft the Boardgame: Strategy Guide (Stefan Sasse)[169]

### Albumy
- The Art of StarCraft II: Wings of Liberty – 27 lipca 2010 (Kevin Toyama)[84]
- The Art of StarCraft II: Heart of the Swarm – 12 marca 2013[170]
- The Art of Blizzard Entertainment – 12 lutego 2013[171]
- StarCraft and Warcraft Coloring Book – 30 maja 2016 (E.J. Simmons)[172]
- The Cinematic Art of StarCraft II: The Terrans (anulowane)[173]

## Pozycje wydane w Polsce

### Gry komputerowe
- StarCraft – 28 sierpnia 1998 (w jęz. angielskim)[174]
  - StarCraft: Brood War – 18 lutego 1999 (w jęz. angielskim)[175]
- StarCraft II: Wings of Liberty – 27 lipca 2010[176]
  - StarCraft II: Heart of the Swarm – 12 marca 2013[177]
  - StarCraft II: Legacy of the Void – 10 listopada 2015[178]
- StarCraft: Remastered – 14 sierpnia 2017[32]

### Książki i komiksy
- Starcraft: Krucjata Liberty'ego – 2001[179]
- Starcraft: W cieniu Xel'Nagi – 2003[180]
- Starcraft: Nim zapadnie ciemność – 2004[181]
- Starcraft II: Punkt krytyczny – 22 lutego 2013[182]
- StarCraft: Frontline: Tom 1 – czerwiec 2009[183]
- StarCraft II: Diabelski dług – 17 lutego 2016[184]